# Zeekr

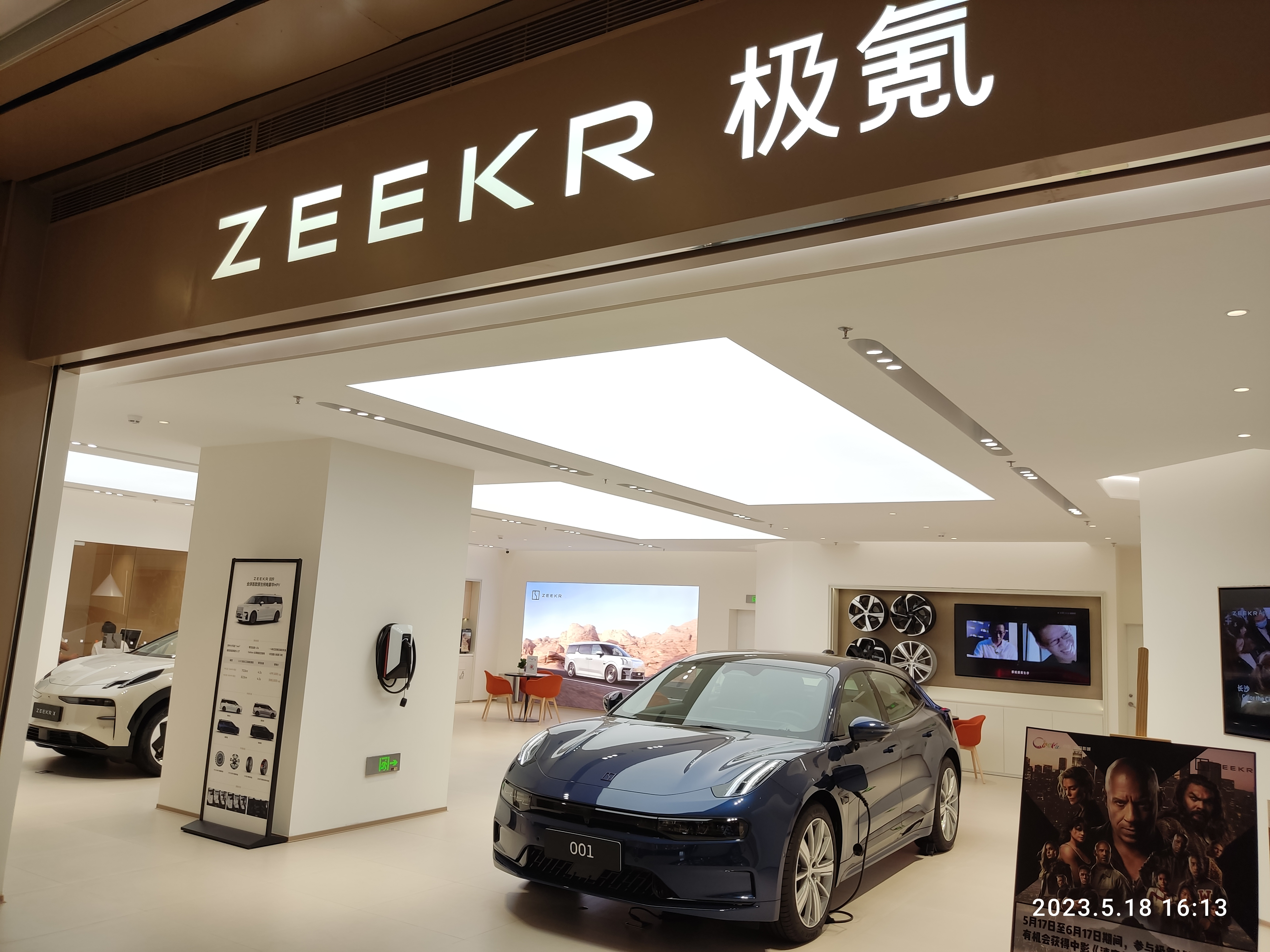
Showroom di Zeekr a Shenzhen, Guangdong

Zeekr (Cinese semplificato: 极氪, Pinyin: jí kè, Cinese tradizionale: 極氪) è un marchio di automobili di proprietà di Geely Automobile Holdings nato nel 2021 e specializzato in auto elettriche. Le autovetture di Zeekr sono costruite basandosi su un Pianale SEA.
La prima auto ad esser prodotta è stata la 001 nell'ottobre 2021. Nel 2022 Zeekr ha venduto 71.941 Zeekr 001 in circa 330 città in Cina. La sua filiale Zeekr Power copre oltre 110 città con oltre 660 concessionari.

## Modelli

### Attuali modelli
- Zeekr 001 (2021–oggi)
- Zeekr 007 (2023–oggi)
- Zeekr 009 (2023–oggi)
- Zeekr X (2023–oggi)